# Пижмо тисячолисте
Пижмо тисячолисте (Tanacetum millefolium) — багаторічна трав'яниста рослина роду пижмо родини айстрові.

## Поширення
Родом з Європи (Румунія, Болгарія, Молдова, Україна, Білорусь, Росія), Західного Сибіру та Казахстану.
В Україні росте у лісостепу та степу, на степових схилах, кам'янистих, вапнякових та крейдяних оголеннях породи.

## Ботанічний опис
Стебла 15–50 см заввишки, з укороченими вегетативними пагонами.
Листки двічі перисторозсічені, сіруваті, досить сильно запушені.
Суцвіття — кошики до 10 мм в діаметрі, зібрані у пухкий щиток. Обгортки 6–12 мм в діаметрі. Крайові квітки в кошику язичкові, жовті, 2–3 мм завдовжки. Центральні квітки — трубчасті, жовті.
Плід — ребриста сім'янка, з плівчастою коронкою на верхівці.